# Bal
Mel (en turc: Bal, títol internacional en anglès: Honey) és una pel·lícula turca (drama) del 2010 dirigit pel director Semih Kaplanoğlu. La pel·lícula és la darrera entrega de l'autobiogràfica triologia de "Yusuf", les dues primeres parts de les quals són "Ou" (Yumurta, 2007) i "Llet" (Süt, 2008).
Bal va ser estrenada a la 60a edició de la Berlinale, dins la secció oficial de competició i va guanyar el preuat Os d'Or. Va ser la segona vegada que una pel·lícula turca s'emportava el màxim guardó del festival, després de ja haver-ho aconseguit la pel·lícula Susuz Yaz, l'any 1964. Bal va ser també seleccionada per Turquia com a candidata a l'Oscar a la millor pel·lícula de parla no anglesa.

## Argument
Als seus sis anys, el petit Yusuf creix enmig d'una humil regió muntanyenca del nord-est d'Anatòlia, sota la tutela del seu pare Yakup, apicultor de professió, i la seva mare Zehra, que treballa en un camp de cotó.
Si bé Yusuf manté una bona relació amb els seus pares, aquesta relació és ben peculiar en ser taciturna, i és només amb el seu pare que Yusuf s'atreveix de fet a mantenir uns peculiars i lacònics diàlegs a base de xiuxiueigs per part d'ambós.
Per descomptat que a l'escola el tímid Yusuf, malgrat manifestar interès per la literatura, no troba el valor que li cal per llegir en veu alta davant dels seus companys, i roman mut en quedar-se entrebancat amb tot just les primeres paraules dels textos que li proposa de llegir el professor. Aquest fet el té sobretot capficat perquè tem no aconseguir obtenir mai l'anhelat guardó vermell que el professor atorga als alumnes que han fet una bona lectura.
A l'acabar l'escola, Yusuf no té ganes de fer els deures sinó que el que de veritat li agrada és endinsar-se als atapeïts boscos de la costa del mar negre acompanyat del seu admirat pare, qui constantment arrisca la seva vida enfilant-se a la copa dels alts arbres de la regió per tal de recollir la mel dels ruscs que prèviament ell ha deixat penjats.
Quan les abelles abandonen la regió, Yakup es veu obligat a prendre el burro i marxar cap a indrets més allunyas, a la recerca de mel. Amb l'absència del seu pare, la taciturnitat de Yusuf desemboca en un silenci absolut que amoïna a la seva mare Zehra, incapaç d'establir una comunicació amb el seu fill a mesura que passen els dies.
A l'escola, Yusuf no aconsegueix fer progressos amb la lectura malgrat que inesperadament i enmig de l'apaudiment de la classe, el professor li atorga el preuat guardó de plàstic vermell. Això no obstant, Yusuf no té temps d'assaborir aquesta anhelada victòria perquè al retornar a casa li espera la tràgica notícia sobre l'accident del seu pare, que s'ha matat al caure d'un arbre.

## Repartiment
- Erdal Beşikçioğlu (Yakup)
- Tülin Özen (Zehra)
- Alev Uçarer
- Bora Altaş (Yusuf)